# Kaspar Capparoni
Pour les articles homonymes, voir Capparoni.
Gaspare "Kaspar" Capparoni, né le 1er août 1964 à Rome est un acteur italien.
il est surtout connu pour avoir incarné Lorenzo Fabbri dans la série Rex, chien flic entre la saison 11 et 14 pendant 30 épisodes (Épisodes 123-153)

## Biographie

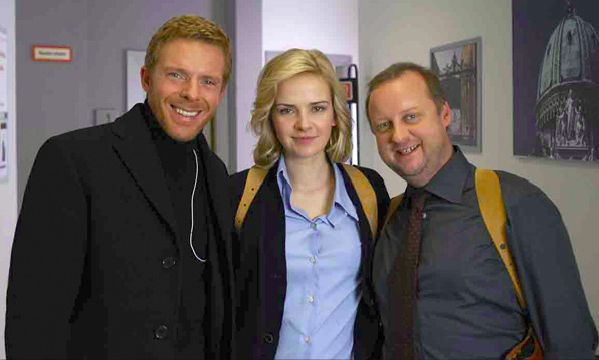
Kaspar Capparoni avec Denise Zich et Martin Weinek

Après avoir commencé le théâtre à l'âge de 18 ans, il fait partie en 1984,  grâce à Giuseppe Patroni Griffi du casting du film Phenomena, dirigé par Dario Argento.
Ce premier film sera suivi par Colpi di Luce (1985), dirigé par Enzo G. Castellari, puis par Gialloparma (1999), dirigé par Alberto Bevilacqua, ainsi que par Encantado (2002), dirigé par Corrado Colombo, et aussi Il Ritorno del Monnezza (2005), dirigé par Carlo Vanzina, et enfin Two Families et Il Sole Nero (2007).  
Il travaille également pour des fictions télévisées, comme le soap opera Ricominciare (2000), le mini-feuilleton Piccolo mondo antico, les téléfilms Les Destins du Cœur, 2001 et Elisa de Rivombrosa (2003), La caccia (2005), mini-feuilleton dirigé par Massimo Spano dans lequel il joue l'antagoniste d'Alessio Boni, ainsi que la série Capri (2006).  
En 2007, il est le protagoniste du mini-feuilleton Donna Détective, dirigé par Cinzia TH Torrini et l'année suivante de Rex, chien flic,  saison 11 à 14 pendant 30 épisodes dirigé par Marco Serafini, et de la série Capri 2, dirigée par Andrea Barzini et Giorgio Molteni.
En 2011, il participe et remporte la 7e saison de Ballando con le stelle. 
Il participe en 2019 à l'émission L'isola dei famosi 14.

## Filmographie

### Cinéma
- 1984 : Phenomena de Dario Argento
- 1985 : Colpi di luce d'Enzo G. Castellari
- 1999 : Gialloparma d'Alberto Bevilacqua
- 2002 : Encantado de Corrado Colombo
- 2005 : Il ritorno del Monnezza de Carlo Vanzina
- 2007 : Two families de Barbara Wallace et Thomas R. Wolfe
- 2007 : Il sole nero de Krzysztof Zanussi

### Télévision
- 1995 : Addio e ritorno par Rodoldo Roberti - Film TV
- 2000 : Tequila e Bonetti, par Bruno Nappi et Christian I. Nyby II - Épisode: Cuore rapito - Série télévisée
- 2000 : La casa delle beffe dirigé par Pier Francesco Pingitore - Minisérie télévisée
- 2000-2001 : Ricominciare - Soap opera
- 2001 : Piccolo mondo antico dirigé par Cinzia TH Torrini - Minisérie télévisée
- 2001 : Les Destins du Cœur (Incantesimo 4) dirigé par Alessandro Cane et Leandro Castellani - Série télévisée
- 2003 : Elisa di Rivombrosa dirigé par Cinzia TH Torrini - Série télévisée
- 2005 : La caccia dirigé par Massimo Spano - Minisérie télévisée
- 2005 : Provaci ancora Prof dirigé par Rossella Izzo - Épisode: La mia compagna di banco - Minisérie télévisée
- 2006 : Capri dirigé par Francesco Marra et Enrico Oldoini - Série télévisée
- 2007 : Donna Détective dirigé par Cinzia TH Torrini - Minisérie télévisée
- 2008-2012 : Rex Chien Flic  saison 11 à 14 (30 épisodes) dirigé par Marco Serafini et Andrea Costantini - Série télévisée
- 2008 : Capri 2 dirigé par Andrea Barzini et Giorgio Molteni - Série télévisée
- 2009 : Il giudice Mastrangelo 3 (2009), dirigé par Enrico Oldoini - Fiction TV

L'acteur est doublé par Bruno Choel dans la série Rex chien flic